# Bedford (New Hampshire)
Bedford ist eine Town in Hillsborough County, New Hampshire, USA. Im Jahr 2020 hatte sie 23.322 Einwohner.

## Lage
Bedfort ist eine Vorstadt von Manchester und liegt etwa sechs Kilometer südwestlich des Stadtzentrums Manchesters. Die östliche Gebietsgrenze bildet der Merrimack River. Im Gebiet der Stadt liegen die Erhebungen Holbrook Hill (253 m), Telford Hill (220 m), Powder Hill (187 m) und Ledge Hill (183 m). Östlich der Siedlung verläuft die Interstate 293.  

## Geschichte
1733 wurde hier die Liegenschaft Narragansett No. 5 errichtet. 1750 wurde dann die Eigenständigkeit der Siedlung unter dem heutigen Namen bestätigt. Bedford erhielt seinen Namen von John Russell, 4. Duke of Bedford, der ein guter Freund von Gouverneur Benning Wentworth war.

## Persönlichkeiten
- Zachariah Chandler (1813–1879), Politiker, Bürgermeister von Detroit, Innenminister
- David Atwood (1815–1889), Politiker
- Peter Woodbury (1899–1970), US-Bundesrichter

## Galerie

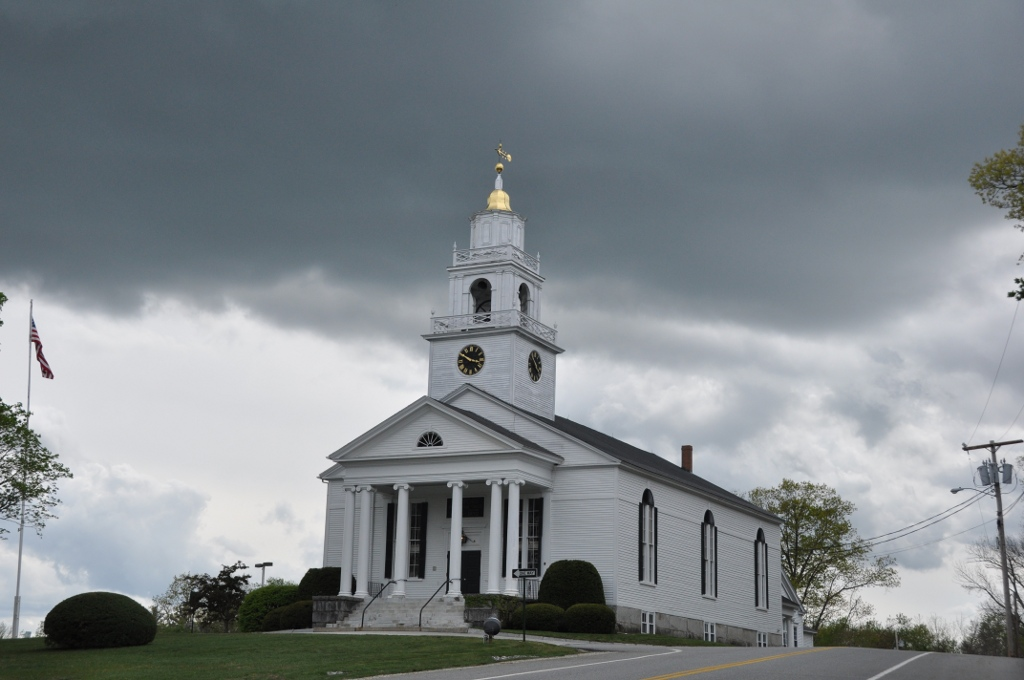
Reformierte Kirche
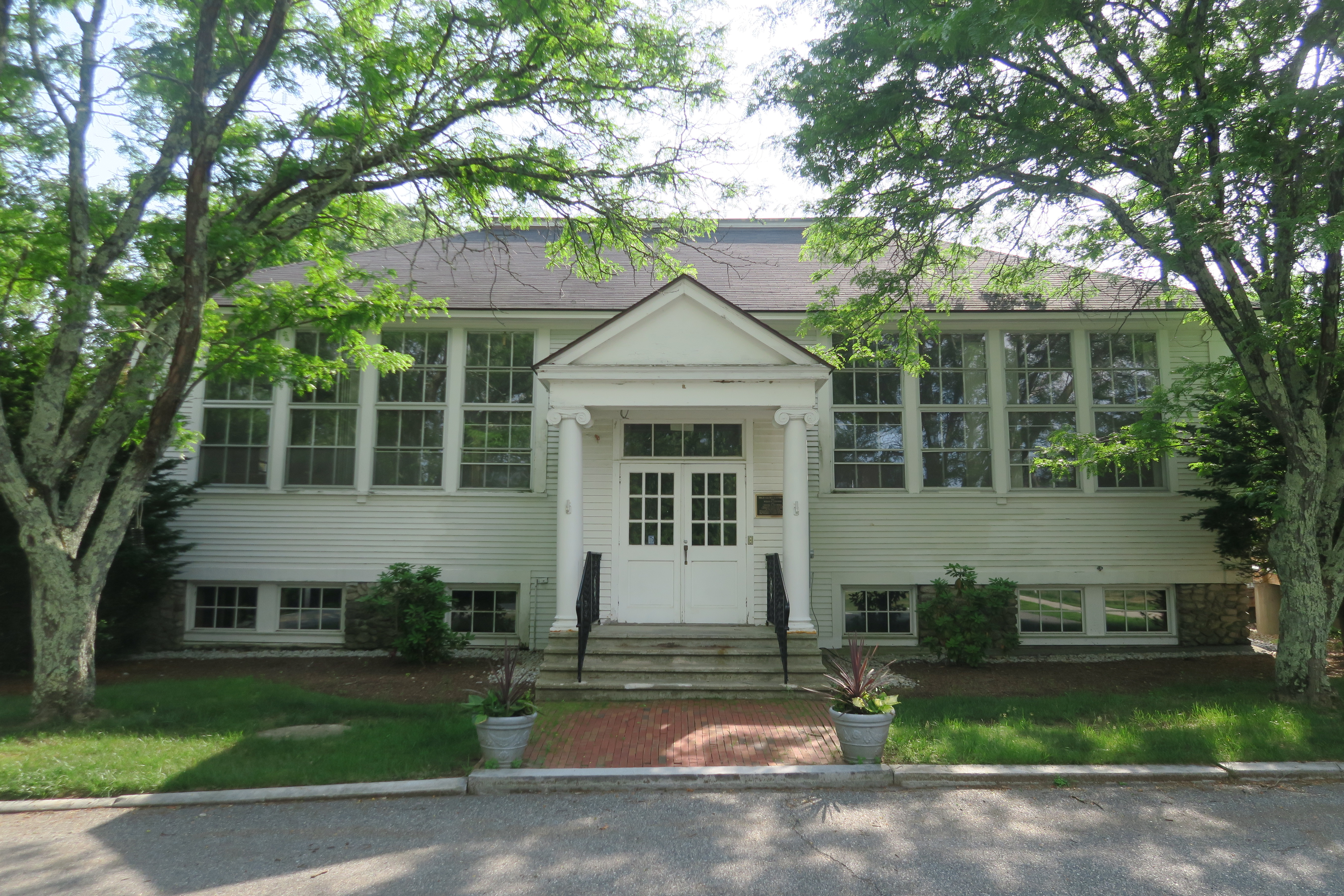
Gemeindezentrum